# Seznam iraških generalov
Seznam iraških generalov.

## D
Izzat Ibrahim al-Duri -
Mubdar Hatim al-Dulaimi -

## F
Rašid Flaih (P) -

## H
Sadam Husein - abd al-Tawab abdullah Mullah al-Huwaysh -

## J
Sattar Ahmad Jassin -

## K
Adnan al Karaguli - Adnan Kairalah -

## L
Mohamed Sabri Latif -

## M
Ali Hasan al-Majid - Ijad Imad Mehdi -

## N
Zuhayr Talib abd al-Sattar al-Naqib -

## Q
Abd al Karim Qassim -

## R
Sayf al-Din Fulayyih Hasan Taha al-Rawi - 

## S
Amir Hamudi Hasan al-Sadi - Hamid Raja Shalah - Abd al Jabar Shanshal - Sultan Hashim Ahmad al-Jabburi al-Tai -

## T
Abid Hamid Mahmud al-Tikriti - Barzan abd al-Ghafur Sulayman Majid al-Tikriti - Hamid Raja Shalah al-Tikriti - Ibrahim Ahmad abd al-Sattar Muhammad al-Tikriti - Kamal Mustafa abdallah Sultan al-Tikriti - Muzahim Sab Hasan al-Tikriti - Rafi abd al-Latif Tilfah al-Tikriti - Tahir Jalil Habbush al-Tikriti - Rukan Razuki abd al-Ghafar Sulayman al-Nasiri - Walid Hamid Tawfiq al-Tikriti - 

## U
Amir Muhammad Rashid al-Tikriti al-Ubaydi - 

## Y
Hussam Muhammad Amin al-Yasin